# Junewangia globulosa
Junewangia globulosa är en svampart som först beskrevs av Tóth, och fick sitt nu gällande namn av W.A. Baker & Morgan-Jones 2002. Junewangia globulosa ingår i släktet Junewangia, divisionen sporsäcksvampar och riket svampar.   Inga underarter finns listade i Catalogue of Life.